# Ivan Aleksandrovič Balakirev
Ivan Aleksandrovič Balakirev in russo Балакирев, Иван Александрович? (1699 – Kasimov, 1763) è stato un giullare russo, buffone di corte di Pietro il Grande.